# Рока (Небраска)
Рока (англ. Roca) — селище (англ. village) в США, в окрузі Ланкастер штату Небраска. Населення — 201 особа (2020).

## Географія
Рока розташована за координатами 40°39′30″ пн. ш. 96°39′41″ зх. д. / 40.65833° пн. ш. 96.66139° зх. д. (40.658465, -96.661400).  За даними Бюро перепису населення США в 2010 році селище мало площу 0,36 км², уся площа — суходіл.

## Демографія
Згідно з переписом 2010 року, у селищі мешкало 220 осіб у 81 домогосподарстві у складі 61 родини. Густота населення становила 611 особа/км².  Було 83 помешкання (230/км²).
Расовий склад населення:
| - 96,8 % — білих - 0,5 % — азіатів |

До двох чи більше рас належало 2,7 %. Частка іспаномовних становила 0,0 % від усіх жителів.
За віковим діапазоном населення розподілялося таким чином: 29,5 % — особи молодші 18 років, 65,0 % — особи у віці 18—64 років, 5,5 % — особи у віці 65 років та старші. Медіана віку мешканця становила 34,5 року. На 100 осіб жіночої статі у селищі припадало 115,7 чоловіків;  на 100 жінок у віці від 18 років та старших — 106,7 чоловіків також старших 18 років.
Середній дохід на одне домашнє господарство  становив 82 885 доларів США (медіана — 77 500), а середній дохід на одну сім'ю — 90 930 доларів (медіана — 81 875). Медіана доходів становила 45 938 доларів для чоловіків та 38 500 доларів для жінок. За межею бідності перебувало 2,7 % осіб, у тому числі 3,8 % дітей у віці до 18 років та 0,0 % осіб у віці 65 років та старших.
Цивільне працевлаштоване населення становило 146 осіб. Основні галузі зайнятості: освіта, охорона здоров'я та соціальна допомога — 19,2 %, будівництво — 17,8 %, науковці, спеціалісти, менеджери — 13,7 %, роздрібна торгівля — 13,0 %.